# イフ・ユー・アスクト・ミー・トゥ
「イフ・ユー・アスクト・ミー・トゥ」（英: If You Asked Me To＝もしもあなたの頼みなら）は、元々パティ・ラベルの7枚目のソロスタジオアルバム『ビー・ユアセルフ』のリードシングルとして1989年に発売され、映画『007 消されたライセンス』の主題歌にもなった曲である。作詞・作曲はソングライターのダイアン・ウォーレン。歌詞は女性の視点から大切な人に訴えかける構成で描かれている。
この曲は1989年公開の映画『007 消されたライセンス』の主題歌になったことによって知名度が上がった。ラベルのバージョンはアメリカ国内のビルボードホット100で79位、ホットR&B/ヒップホップソングで10位、ホットアダルトコンテンポラリートラックでは11位を記録している。
ミュージックビデオの撮影時は直前に彼女の姉であるジャクリーン・ジャッキー・パジェットが肺癌によって49歳の若さで亡くなっており、撮影日は葬式の翌日であった（パティにとって姉妹の死は3人目であり、全員が44歳以前で亡くなっている）。そのため、黒服を着た悲しみに暮れるパティが、教会で泣きながらロウソクと服喪用のユリを持って歌うシーンは、歌の意味合いを劇的に変化させている。
この曲はホットR&B/ヒップホップソングで第10位を記録したものの、当時はさほど注目されず、3年後にセリーヌ・ディオンがカバーするまでポップチャートは振るわなかった。ラベルは1999年に発売された自身のベストアルバム内のライナーノーツでこのことについて「この曲は私がレコーディングした時もヒットしたと思っているし、セリーヌが歌った時もヒットして嬉しく思っている。ただ、アレンジも類似していて、歌声だって私たちは共に強力な声を持っているのに、私のバージョンはヒットしなかったっていうのが大方の見方。多分タイミングの問題だったと思う。」と語っている。

## セリーヌ・ディオンバージョン
セリーヌ・ディオンは「イフ・ユー・アスクト・ミー・トゥ」をカバーし、セルフタイトルアルバム『セリーヌ・ディオン』からの2枚目のシングルとして発売された。ウォルター・アファナシエフによってプロデュースされ、アメリカで1992年4月6日、年内には世界各地でリリースされた。
B面にはジェイ・オリバーとシェリル・クロウによって書き下ろされ、ウォルター・アファナシエフがプロデュースした非アルバム曲「ラヴ・ユー・ブラインド」が収録されている。
ミュージック・ビデオはドミニク・オーランドの監督で、カリフォルニア州チャツワースとハリウッドで撮影、1992年4月にリリースされた。2001年にリリースされたセリーヌ・ディオンのDVD『ザ・ベリー・ベスト〜ビデオ・コレクション』に収録されている。
特にアメリカとカナダでヒットを飛ばした。アメリカではビルボード・ホット100で4位に達し、更にビルボード・アダルト・コンテンポラリーでは3週間連続最高位1位を記録。カナダではシングル・セールス・チャートで3位、ラジオ・チャートでは1位を記録した。そのほかアメリカとカナダ以外でもある程度ヒットした。イギリスでは2度に亘ってリリースされたほどである。1992年6月、1度目のリリースでは最高位60位に達し、1992年12月の2度目のリリースでは57位を記録した。
この曲は1999年に発売されたディオンのベストアルバム『ザ・ベリー・ベスト』のアメリカ・カナダ版ボーナストラックと、2008年に発売された『マイ・ラヴ：エッセンシャル・コレクション』に収録されている。

### 収録曲
アメリカ版CDシングル
1. 「イフ・ユー・アスクト・ミー・トゥ」 – 3:55
2. 「哀しみのハートビート」 – 4:33

世界版CDシングル
1. 「イフ・ユー・アスクト・ミー・トゥ」 – 3:55
2. 「ラヴ・ユー・ブラインド」 – 4:35

オーストラリア／ヨーロッパ版CDマキシシングル
1. 「イフ・ユー・アスクト・ミー・トゥ」 – 3:55
2. 「ラヴ・ユー・ブラインド」 – 4:35
3. 「ハーフウェイ・トゥ・ヘヴン」 – 5:05

イギリスCDマキシシングル
1. 「イフ・ユー・アスクト・ミー・トゥ」 – 3:55
2. 「哀しみのハートビート」 – 4:33
3. 「ラヴ・ユー・ブラインド」 – 4:35

### チャート
| チャート（1992年）                                       | 最高位 |
| -------------------------------------------------------- | ------ |
| オーストラリア・シングルチャート                         | 52     |
| カナダ・レコード小売シングルチャート                     | 3      |
| カナダ・レコードコンテンポラリーヒットラジオチャート     | 1      |
| カナダRPMトップシングル                                  | 1      |
| カナダRPMアダルトコンテンポラリー                        | 1      |
| ドイツ・シングルチャート                                 | 27     |
| ニュージーランド・シングルチャート                       | 26     |
| 全英シングルチャート                                     | 57     |
| アメリカビルボードホット100                              | 4      |
| アメリカビルボードホットアダルトコンテンポラリートラック | 1      |

| 年間チャート（1992年）      | 順位 |
| --------------------------- | ---- |
| アメリカビルボードホット100 | 28   |